# Ulm (Montana)
Ulm – jednostka osadnicza w Stanach Zjednoczonych, w stanie Montana, w hrabstwie Cascade.